# حديقة إنوكاشيرا

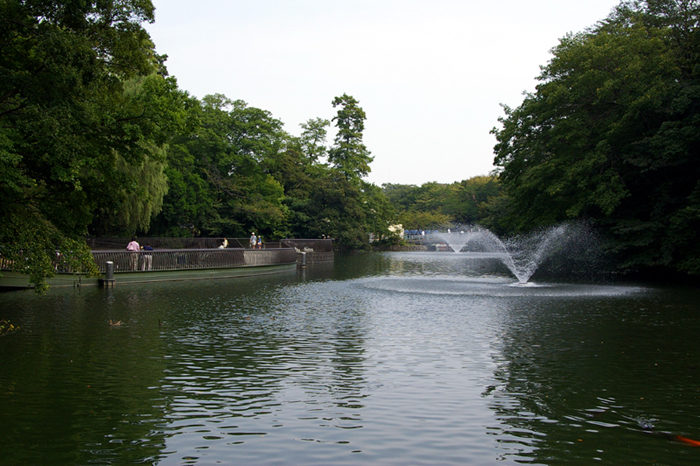
بحيرة إنوكاشيرا داخل حديقة إنوكاشيرا

حديقة إنوكاشيرا (باليابانية: 井の頭恩賜公園 إنوكاشيرا أونشي كوين) هي حديقة تقع بين موساشينو و ميتاكا، طوكيو في غرب طوكيو، اليابان. تضم الحديقة بحيرة إنوكاشيرا (井の頭池) ومنبع نهر كاندا (神田上水) الذي أسس في فترة إدو كمنبع رئيسي لنهر كاندا. منحت الأرض إلى محافظة طوكيو في عام 1913، وفي 1 مايو 1918 افتتحت الحديقة باسم إنوكاشيرا أونشي كوين (井の頭恩賜公園) والتي تعني حرفياً «حديقة الهبة الإمبراطورية إنوكاشيرا» حيث كانت الحديقة تعتبر هدية من الإمبراطور إلى العامة.

## معلومات
- تاريخ الافتتاح : 1 مايو 1918
- مساحة : 383773 متر مربع.
- أقرب محطة : محطة كيتشيجوجي.

## معالم الحديقة
بالإضافة إلى بحيرة إنوكاشيرا ومنبع نهر كاندا، تحوي الحديقة على معبد مخصص لعبادة بنزايتن آلهة الحب، كما يوجد حديقة حيوانات صغيرة وحوض أسماك، بالإضافة إلى مكان يتجمع فيه الموسيقيون وعارضوا الشارع لعزف الموسيقى. يقع متحف جيبلي عند الزاوية الجنوبية الشرقية من الحديقة، وهو يتبع إستديو جيبلي أحد أشهر إستديوهات الأنمي في اليابان.

## صور

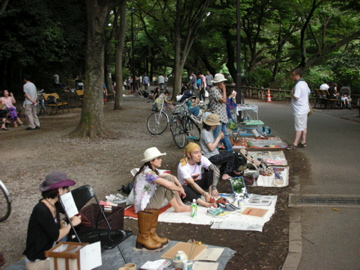
A Sunday afternoon at Inokashira Park.
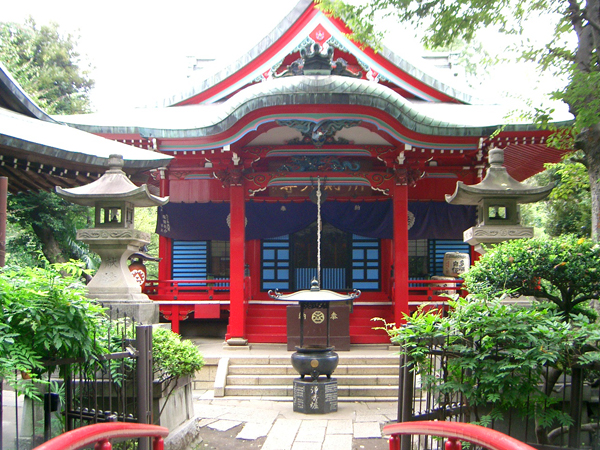
Temple dedicated to بينزايتن.
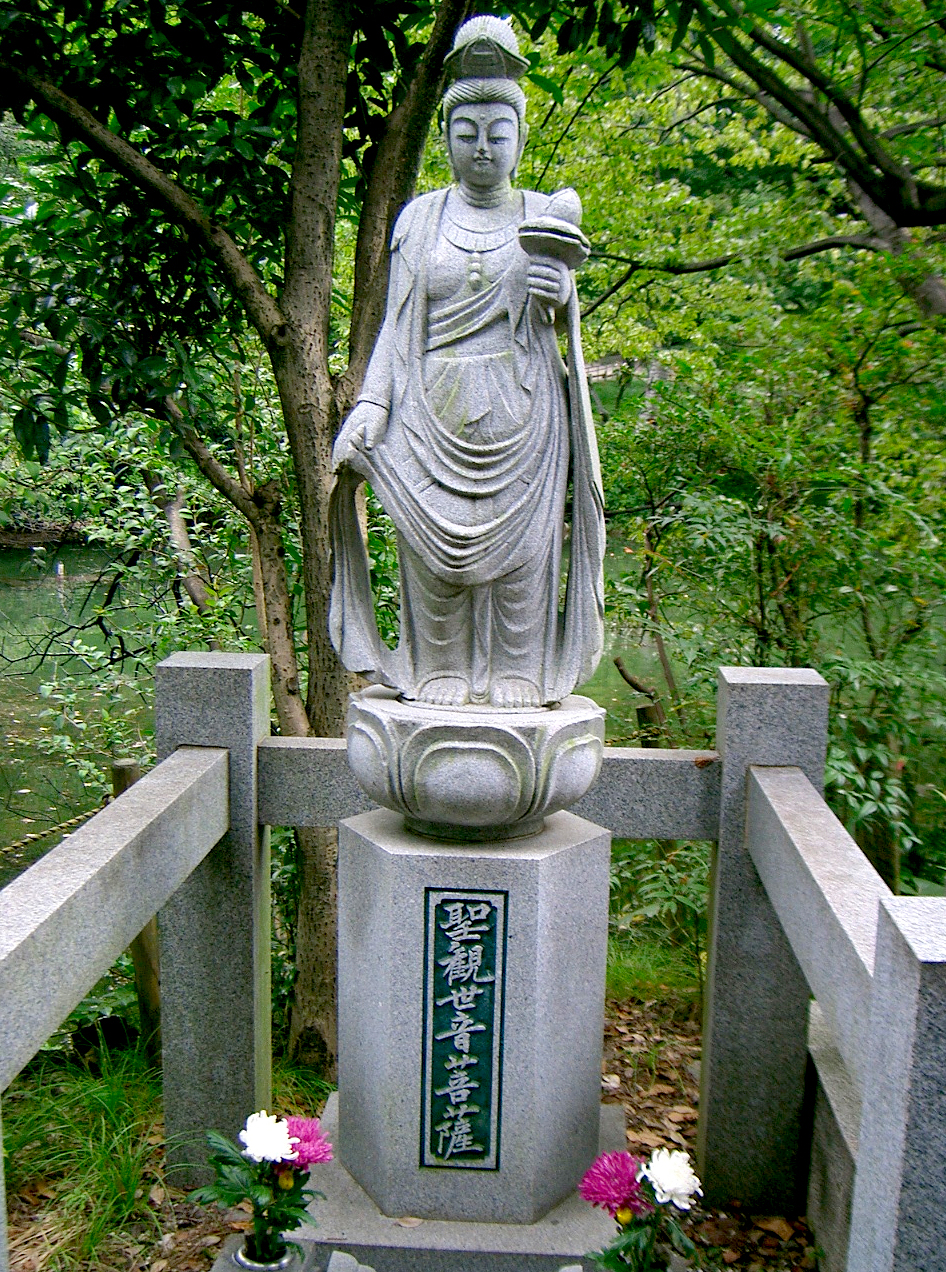
غوانيين statue located at Inokashira.